# Pirates of the Spanish Main
Pirates of the Spanish Main est un jeu de cartes à collectionner et à construire de 2004 autrefois édité par Wizkids. Il fut distribué en France par Asmodée sous le nom de Pirates du Nouveau Monde.
Comme son nom l'indique, le monde imaginaire où se déroule l'action est constitué de pirates à la recherche de précieux trésors. D'autres nations prennent part à l'aventure (Espagnols, Hollandais, etc.).

## Principe
Chaque joueur constitue une flotte de navires armés qui peuvent embarquer des marins particuliers. Les bateaux prennent le large depuis leur port d'attache et vont explorer des îles sauvages. Premiers débarqués, premiers servis, les joueurs remplissent les soutes des bateaux et ramènent leur précieuse cargaison à leur île de départ. La partie prend fin quand tout l'or a été collecté ou qu'un seul joueur subsiste.

## Conflits
Les combats maritimes sont le fer de lance de ce jeu. La course à l'or est souvent émaillée de nombreux conflits entre navires. Comme tout bon jeu de pirates, les clichés sont respectés. À bord des bateaux, on pratique l'éperonnage et l'abordage et sur la terre ferme l'exploration et aussi la réparation des bateaux.

## Extensions
Comme tout jeu à collectionner, Pirates of the Spanish Main a pour socle une édition, régulièrement suppléée par une nouvelle extension offrant navires et équipages. Il est possible de constituer une flotte à partir d'éditions distinctes, car toutes sont compatibles.
- Pirates of the Spanish Main (PotSM)
- Pirates of the Crimson Coast (PotCC)
- Pirates of the Revolution (PotR)
- Pirates of the Barbary Coast (PotBC)
- Pirates of the South China Sea (PotSCS)
- Pirates of the Davy Jones Curse (PotDJC)
- Pirates of the Mysterious Island (PotMI)
- Pirates of the Frozen North (PotFN)
- Pirate at Ocean's Edge (PaOE)
- Pirate of Carribean (PoC)
- Pirate of the Cursed Seas : Rise of Fiends (RoF)
- Pirate of the Cursed Seas : Fire and Steel (F&S)

## Rareté
La rareté est indiquée sur le coin supérieur droit de la carte à l'aide d'un code couleur comportant le numéro dans la série ainsi que le symbole de l'extension. 
Les raretés sont les suivantes :
- Commune équipage (indiquée par un coin blanc)
- Commune (indiquée par un coin rouge)
- Peu Commune (indiquée par un coin argenté)
- Rare (indiquée par un coin or)
- Super Rare (indiquée par un coin noir)

Rareté existante hors booster :
- Limited Edition (indiquée par un coin cuivré)
- Promo (indiquée par un coin cuivré)
- Spéciale (indiquée par un coin vert)

## Conditionnement
Le jeu se vend sous forme de booster : un paquet contient deux navires en 3D à construire, une île ou une grille de jeu, un dé, une carte équipage ou une carte trésor ou une carte évènement. Il existe aussi des boites rassemblant plusieurs boosters.

## Distinction des règles
Deux jeux de règles sont disponibles. Celles amenant le joueur à découvrir les notions essentielles comme le déplacement et le tir, ce sont les règles simples. Celles offrant plus de complexité (déplacement libre, éperonnage, abordage, réparation, exploration, etc) qui sont les règles avancées.
Quelles que soient les règles choisies, l'objectif est le même : s'approprier l'or caché ou couler la flotte ennemie. On joue au tour par tour, chaque joueur administrant l'entièreté de sa flotte depuis son île de départ vers l'île (les îles) sauvage(s). Les soutes remplies, il retourne décharger sa cargaison et ainsi de suite.
Dans la version avancée, on notera l'absence de plateau de jeu. Il n'y a plus de grille prédéfinie. On choisit un support, tel un bureau. On y place les îles librement, quelques règles simples de distance entrant seulement en considération. Puis on attribue successivement les îles aux joueurs et aux trésors. Lors de la navigation, les joueurs sont libres d'imprimer la direction qu'ils souhaitent à leurs navires, aidés d'une réglette pour respecter la vitesse de leurs esquifs.

## Déroulement d'une partie
Une flotte est constituée de navires, l'ensemble ne dépassant pas un score calculé selon les valeurs respectives des navires et des équipages spéciaux qu'elle embarque. Ce score est fixé avant le début de la partie.
Lors du tour par tour, en jeu avancé, le joueur doit choisir pour chaque vaisseau parmi 4 options : tirer, se déplacer, explorer une île et réparer un mât.

### Combat
Le combat peut être engagé à volonté dès que les navires sont à portée de canons. Puisque les navires sont tous différents dans leur vitesse et leur puissance de feu, à chaque joueur de tenter de se mettre à portée sans trop s'exposer au risque de perdre ses précieux mâts et pire : couler.

### Exploration
C'est fouiller une île pour y déceler la valeur des trésors et s'en emparer.

### Réparation
Un mât égale un canon. Perdre tous ses mâts (le bateau est parfois appelé ponton dans ce cas) c'est s'exposer à la perte du navire qui sera soit remorqué par l'ennemi et conquis. Soit coulé et perdu avec l'équipage. 

### Déplacement
Le déplacement (angle et distance) est libre. La seule contrainte est la distance maximale imposée pour chaque navire. On utilise une réglette, ou une carte de jeu où sont visibles les distances maximales pour s'aider.

## Différences entre les éditions
La première édition de Pirates of the Spanish Main (VO) incluait des îles via les boosters. La réédition américaine et la version française n'en comportent pas. Pour s'en procurer, il convient d'acheter les extensions suivantes ou d'en fabriquer soi-même.